# Frank Chikane

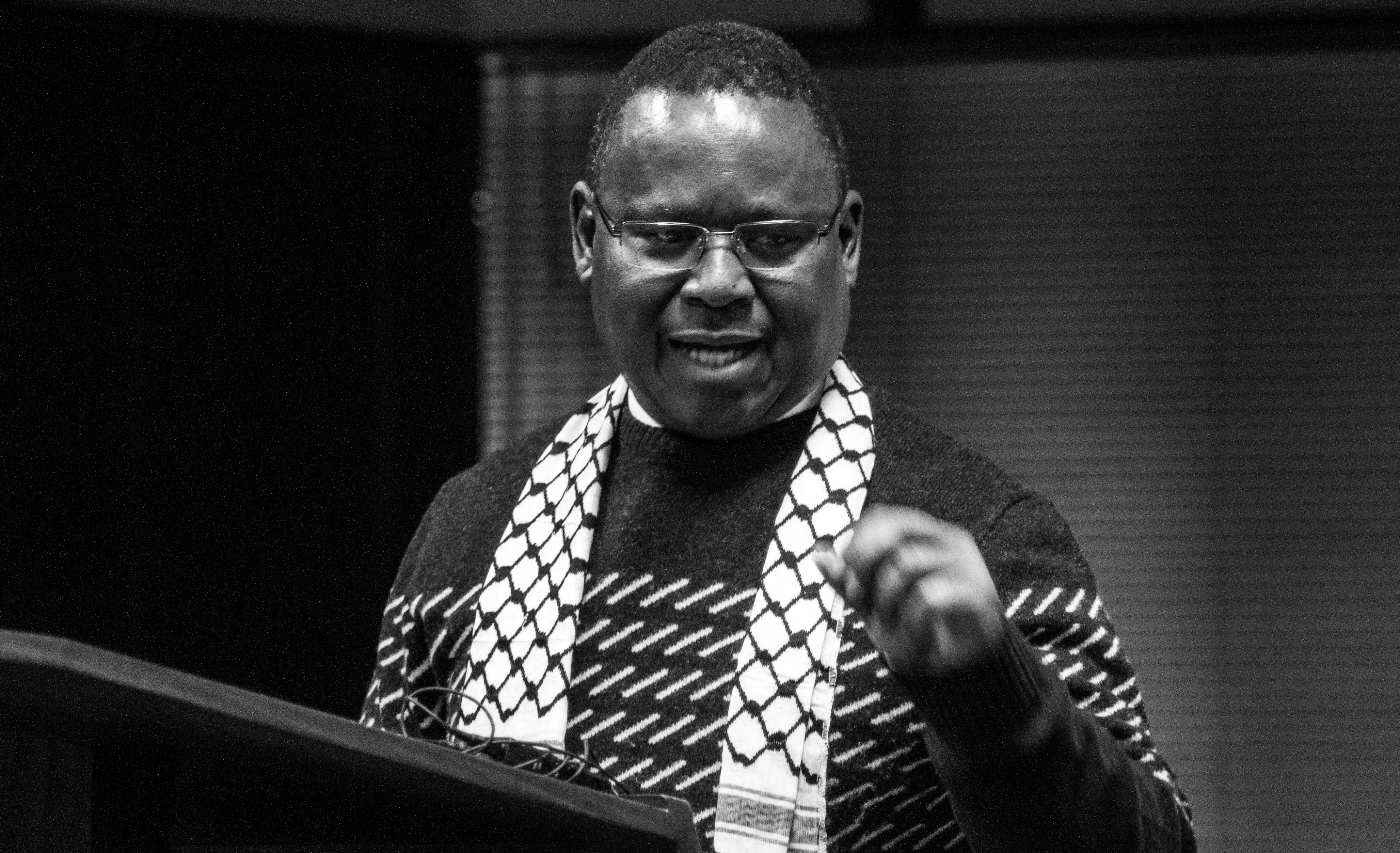
Frank Chikane 2014

Frank Chikane (* 3. Januar 1951 in Bushbuckridge) ist ein südafrikanischer Geistlicher und Politiker, der in Opposition zum Apartheid-Regime stand und nach 1994 als Berater der vom African National Congress (ANC) gebildeten Regierung tätig war.

## Leben
Frank Chikane wurde als Sohn von James und Erenia Chikane geboren. James Chikane war Prediger der Apostolic Faith Mission of South Africa (AFM). Frank Chikane wuchs in Soweto auf und besuchte die dortige Naledi High School. Ab 1972 studierte er an der University of the North, um Arzt zu werden. Er engagierte sich aber im oppositionellen Black Consciousness Movement – unter anderem zusammen mit Cyril Ramaphosa – und führte Aktionen gegen die Apartheidregierung an, so dass er 1974 die Universität ohne Abschluss verlassen musste.
Chikane arbeitete als Prediger im Township Kagiso bei Krugersdorp. 1977 wurde er einen Monat lang aufgrund des Terrorism Act (offiziell General Laws Amendment Act, Act No 83 of 1967) inhaftiert und gefoltert. Auch in den folgenden Jahren wurde er mehrfach inhaftiert. 1980 wurde er als Pastor der AFM ordiniert. Innerhalb der Kirche organisierte er Suppenküchen und Kurse zur Erwachsenenbildung und wurde deswegen 1981 von der AFM entlassen. Fortan arbeitete er sechs Jahre lang im Institute for Contextual Theology, das vom Südafrikanischen Kirchenrat (SACC) geführt wurde und der Befreiungstheologie nahestand. Während dieser Zeit spielte Chikane eine wichtige Rolle bei der Gründung der Oppositionsbewegung United Democratic Front. Auf dem Gründungskongress in Mitchells Plain im August 1983 hielt er die erste Hauptrede. Bis 1985 war er Vizepräsident der UDF für Transvaal. 1985 gehörte er zu den Initiatoren des Apartheid-kritischen Kairos Document, das als theologisches Papier national und international für Aufsehen sorgte. Unter anderem bezeichnet das Dokument zivilen Ungehorsam gegen Unrecht als gerechtfertigt. Im selben Jahr klagte man Chikane wegen Landesverrats an, die Anklage wurde aber fallengelassen. 1987 wurde er Nachfolger Desmond Tutus als Generalsekretär des SACC. 1988 erschien seine Autobiografie No life of my own.
Im Jahr 1989 wurde ein Attentat auf Chikane verübt. Seine Unterwäsche war mit Paraoxon vergiftet worden. Bei einer Reise durch Namibia brach er zusammen und konnte nur knapp gerettet werden. Zwei Wochen später hielt er sich in den Vereinigten Staaten auf, als erneut schwere Vergiftungserscheinungen auftraten. Das Attentat ging auf den damaligen Polizeiminister Adriaan Vlok und den Chef der South African Police, Johan van de Merwe, zurück. Zusammen mit weiteren Mittätern der damaligen geheimen Polizeieinheit Civil Cooperation Bureau wurden sie 2006 zu hohen Bewährungsstrafen verurteilt. Zuvor hatte Vlok Chikane als Zeichen der Reue die Füße gewaschen.
Im Jahr 1990 wurde Chikane wieder als Prediger der Apostolic Faith Mission zugelassen. Chikane erwarb 1992 an der University of Natal einen Mastertitel in Theologie. 1994 wurde er als SACC-Generalsekretär abgelöst und begann seine Arbeit als Generaldirektor des Büros des damaligen Vizepräsidenten und späteren Präsidenten Thabo Mbeki. 1995 schloss Chikane ein Studium an der Harvard Kennedy School mit dem Master of Public Administration ab, von 1995 bis 2009 war er Research Fellow für Religionsstudien an der University of Cape Town. 1997 wählte ihn der ANC zum Mitglied des National Executive Committee. 1999 wurde er Generaldirektor des Präsidialamtes Mbekis. Nach dem Ende von Mbekis Amtszeit 2008 arbeitete er als informeller Berater der Präsidenten Kgalema Motlanthe und Jacob Zuma.
2010 verfasste Chikane die Chikane Files, eine achtteilige Serie über seine Zeit als Berater, die in mehreren südafrikanischen Zeitungen erschien und von der ANC-Führung kritisiert wurden. 2012 erschien sein Buch Eight days in September: the removal of Thabo Mbeki über den Sturz Mbekis, den er mit einem Staatsstreich vergleicht.
Chikane ist Präsident der Vereinigung The Apostolic Faith Mission International. Von 1987 bis 2010 war er Ehrenpräsident des südafrikanischen Nebo Youth Congress. Er ist seit 1980 mit der ehemaligen Dozentin Kagiso Chikane verheiratet, mit der er drei Söhne hat.

## Ehrungen
- Ehrendoktorwürde der Universität Groningen, Niederlande

## Werke
- 1988: No life of my own. Autobiografie.
  - deutsch als: Mein Leben gehört nicht mir. Verlag der Evangelisch-lutherischen Mission, Erlangen 1990, ISBN 3-87214-196-1.
- 2012: Eight days in September: the removal of Thabo Mbeki.
- 2013: The things that could not be said: from A(ids) to Z(imbabwe).